# Control del orgasmo
El control del orgasmo es una técnica sexual que implica el mantenimiento de un alto nivel de excitación sexual durante un período prolongado de tiempo sin llegar al orgasmo. Se practica en soledad o con una pareja, y el objetivo es mantener esta situación durante el mayor tiempo posible sin llegar a dicho culmen u orgasmo. El control del orgasmo involucra que alguno de los miembros de una pareja tenga control sobre el orgasmo de la otra persona, o que una persona demore o retarde su propio orgasmo durante una actividad sexual en pareja  o a través de la masturbación. Cualquier método de estimulación sexual puede usarse para experimentar un orgasmo controlado.
Cuando se alcanza un orgasmo controlado, las sensaciones físicas suelen ser más fuertes en comparación con un orgasmo convencional. El control del orgasmo también ha sido llamado «masturbación lenta» o «orgasmo masivo extendido».  Cuando es practicado por hombres, a veces es posible una estimulación sexual directa sin que haya un período refractario tras el orgasmo,si bien no existe investigación académica que sustente esta afirmación.
El control del orgasmo no debe confundirse con la eyaculación precoz, la eyaculación retrógrada o la incapacidad de experimentar un orgasmo, todos los cuales describen condiciones médicas.

## Descripción
El control del orgasmo puede implicar una pareja sexual que tenga el control del orgasmo del otro, o una persona que retrasa su propio orgasmo, ya sea durante las relaciones sexuales o la masturbación. Para experimentar el control del orgasmo, cualquier método de estimulación sexual puede ser utilizado; por ejemplo, relaciones manual, oral, o con juguetes sexuales; ya sea uno solo o por medio de más parejas activas.
Al control del orgasmo se le llama «masturbación lenta» en The New Joy of Sex (1993) y «orgasmo prolongado masivo» en el libro del mismo nombre de Vera y Steve Bodansky, y es similar a la técnica «Mariposa de Venus» utilizada en el volumen The One Hour Orgasm (1988) de Leah and Bob Schwartz.

## Práctica
En una actividad sexual entre dos personas, una pareja estimula a la otra, poco a poco llevándola hasta el punto cercano a un orgasmo; a continuación, se reducirá el nivel de estimulación hasta justo debajo de lo necesario para provocar el orgasmo. Mediante una cuidadosa variación de la intensidad y la velocidad de estimulación, así como practicando con la misma pareja para conocer sus respuestas, una persona puede mantenerse en un estado de muy excitada y cerca del orgasmo. Este proceso se puede repetir si se desea, pero en algún punto de la repetición puede causar que las ganas de llegar al orgasmo sean abrumadoras. Cuando finalmente se proporciona una estimulación suficiente para alcanzar un orgasmo, puede ser más fuerte de lo habitual, debido al aumento de la tensión y la excitación que se acumula durante la estimulación prolongada.
Dado que el control del orgasmo prolonga la experiencia de las intensas sensaciones sexuales que ocurren durante la antesala del orgasmo, la exigencias física para mantenerse en este estado altamente excitado por un tiempo prolongado puede inducir a un estado placentero, casi eufórico, y, a veces crea cambios en la conciencia percibida de un individuo.